# Кошкарата (Байдибекский район)
Кошкарата (каз. Қошқарата, до 1992 г. — Михайловка) — село в Байдибекском районе Туркестанской области Казахстана. Входит в состав Борлысайского сельского округа. Находится на реке Кошкарата примерно в 62 км к востоку от районного центра, села Шаян. Код КАТО — 513647400.

## Достопримечательности
В начале XX века на окраине села в отложениях карабастауской свиты были обнаружены палеонтологические находки, относящиеся к юрскому периоду. 

## Население
В 1999 году население села составляло 845 человек (461 мужчина и 384 женщины). По данным переписи 2009 года, в селе проживало 947 человек (520 мужчин и 427 женщин).